# Dichaetophora suruku
Dichaetophora suruku är en tvåvingeart som först beskrevs av Burla 1954.  Dichaetophora suruku ingår i släktet Dichaetophora och familjen daggflugor.
Artens utbredningsområde är Elfenbenskusten. Inga underarter finns listade i Catalogue of Life.